# Gertjan Tamerus
Gertjan Tamerus (Haarlem, 11 oktober 1980) is Nederlands voormalig profvoetballer en huidig voetbaltrainer die als diepe spits of aanvallende middenvelder speelde. Sinds juli 2018 is hij hoofdtrainer van Koninklijke HFC en sinds november 2019 assistent-trainer van Telstar onder hoofdtrainer Andries Jonker.

## Carrière
In het seizoen 1999/00 maakt hij zijn debuut in het betaald voetbal voor Haarlem. Daar speelt hij vier seizoenen, waarna de aanvaller in het seizoen 2003-2004 verkaste naar Heracles Almelo, waar hij in het seizoen 2004/05 naar de Eredivisie promoveert. Na het seizoen 2005/06 besloot hij zijn contract niet te verlengen en verkaste hij naar NAC Breda. Hier kwam hij niet veel aan de bak, waarop hij in de zomer van 2009, na een mislukte stage in China, vertrok naar AO Trikala in Griekenland. Daar nam hij afscheid in januari 2010 omdat hij niet betaald werd. Hij ging bij SVZW Wierden spelen en kwam in het seizoen 2011/12 uit voor hoofdklasser VV Ter Leede. Tamerus kwam vanaf het seizoen 2012/13 uit voor Koninklijke HFC.

## Statistieken
| Seizoen | Club            | Land        | Competitie     | Wed. | Goals |
| ------- | --------------- | ----------- | -------------- | ---- | ----- |
| 1999/00 | Haarlem         | Nederland   | Eerste divisie | 16   | 1     |
| 2000/01 | Haarlem         | Nederland   | Eerste divisie | 27   | 3     |
| 2001/02 | Haarlem         | Nederland   | Eerste divisie | 32   | 4     |
| 2002/03 | Haarlem         | Nederland   | Eerste divisie | 33   | 2     |
| 2003/04 | Heracles Almelo | Nederland   | Eerste divisie | 31   | 1     |
| 2004/05 | Heracles Almelo | Nederland   | Eerste divisie | 33   | 13    |
| 2005/06 | Heracles Almelo | Nederland   | Eredivisie     | 33   | 6     |
| 2006/07 | NAC Breda       | Nederland   | Eredivisie     | 4    | 0     |
| 2007/08 | NAC Breda       | Nederland   | Eredivisie     | 10   | 1     |
| 2008/09 | NAC Breda       | Nederland   | Eredivisie     | 3    | 0     |
| 2009/10 | AO Trikala      | Griekenland | Gamma Ethniki  | 6    | 0     |
| Totaal  | Totaal          | Totaal      | Totaal         | 222  | 31    |